# Lucenay-le-Duc
Lucenay-le-Duc is een gemeente in het Franse departement Côte-d'Or (regio Bourgogne-Franche-Comté) en telt 206 inwoners (1999). De plaats maakt deel uit van het arrondissement Montbard.

## Geografie
De oppervlakte van Lucenay-le-Duc bedraagt 29,9 km², de bevolkingsdichtheid is 6,9 inwoners per km².
De onderstaande kaart toont de ligging van Lucenay-le-Duc met de belangrijkste infrastructuur en aangrenzende gemeenten.

## Demografie
Onderstaande figuur toont het verloop van het inwonertal (bron: INSEE-tellingen).